# Bekkestua
Bekkestua est une localité du comté d'Akershus, en Norvège.

## Personnalité
- Alf Gunnestad (1904-1987), aviateur, y est mort.